# Izospin
Izospin je fyzikální veličina, kterou zavedl v roce 1935 Eugene Paul Wigner, aby mohl popsat multiplety různých částic. Jedná se o kvantové číslo související se silnou interakcí. Částice, na něž působí silná interakce shodně, ale které mají různý elektrický náboj, lze považovat za jedinou částici s hodnotou izospinu související s počtem nabitých stavů. Izospin je bezrozměrná veličina a její název je odvozen od skutečnosti, že matematické struktury, které popisuje, jsou podobné těm, které popisuje vnitřní moment hybnosti, zvaný spin.
Některé částice mají mnoho společných znaků, proto je možné chápat je jako obměny jediného objektu. K rozlišení těchto stavů se zavádějí různá kvantová čísla, z nichž nejčastější je izospin. Takové skupiny příbuzných elementárních částic se nazývají multiplety. Částice v multipletu se vzájemně liší projekcí izospinu. Všechny částice multipletu mají stejnou velikost izospinu a liší se její projekcí do libovolné osy.
Počet částic v multipletu je dán hodnotou izospinu. Kupříkladu pro nukleon je hodnota izospinu 1/2, multiplet má tedy dvě částice neutron a proton a nazýváme ho dublet. Dalším příkladem dubletu jsou elektron a elektronové neutrino, mion a mionové neutrino a tauon a tau neutrino. Je-li hodnota izospinu 1, má multiplet 3 částice, příkladem může být kladný, záporný a neutrální pion, takový multiplet nazýváme triplet. Existují též singlety, pro ně je izospin roven 0. Příbuzné částice v multipletu, například proton a neutron, lze považovat za různé kvantové stavy jediné částice. Izospin tyto částice odlišuje.
Částice v rámci jednoho multipletu se od sebe odlišují převážně elektrickým nábojem, popsaným zetovou složkou izospinu. Naopak příbuzné částice v multipletu mají stejnou hodnotu spinu, baryonového čísla a podobnou klidovou hmotnost.
Zjistilo se, že při procesech způsobovaných silnou interakcí se hodnota izospinu zachovává, zatímco v procesech elektromagnetické interakce se hodnota izospinu může zvýšit nebo snížit o jedničku.